# Ladykiller in a Bind
Ladykiller in a Bind, även känd under den längre titeln My Twin Brother Made Me Crossdress As Him And Now I Have To Deal With A Geeky Stalker And A Domme Beauty Who Want Me In A Bind!!, är en visuell roman som utvecklas av Christine Love och utgavs 2016. Enligt Love är det hennes sista spel i genren.
Spelet handlar om social manipulation och "tjejer som binder fast andra tjejer", och om att hantera förhållanden. Love jämför detta med "social link"-systemet i datorrollspelsserien Shin Megami Tensei: Persona, men påstår att Ladykiller in a Bind är mer öppet med hur manipulativt det är än vad dejting-simulatorer och Persona brukar vara.
I samband med alla hjärtans dag 2015 släppte Love en trailer till spelet för första gången. Hon poängterade att det inte skulle finnas en censurerad version av spelet tillgänglig, då det inte skulle fungera utan sex.

## Fotnoter